# Samba-Festival Coburg
Das Internationale Samba-Festival Coburg ist ein seit 1992 in der oberfränkischen Stadt Coburg stattfindendes Samba-Festival. Es ist die größte Veranstaltung dieser Art außerhalb Brasiliens, der Hochburg des Sambatanzes und der Sambamusik. Es wird privat organisiert und fand erstmals 1992 mit 20 Gruppen aus dem In- und Ausland statt, zwei Jahre später waren es schon 40 Gruppen mit 1000 Aktiven. Mittlerweile treten etwa 60 Gruppen mit etwa 2500 Aktiven auf.
Der Veranstalter sprach zeitweise von jährlich etwa 200.000 Besuchern, eine offizielle Bestätigung für diese Zahl gab es jedoch nicht. 2024 hat der Veranstalter Sambaco eine Studie zu Besuchern und deren Umsatz in Auftrag gegeben. Darin heißt es: "..haben rund 51.000 Besucher*innen die Stadt Coburg sowie die umliegende Region besucht. Bei einer durchschnittlichen Aufenthaltsdauer von 2,5 Tagen entstehen somit rund 127.500 Aufenthaltstage...". Im Jahr 2023 drohte dem Veranstalter eine Insolvenz, die allerdings abgewendet werden konnte.

## Ablauf

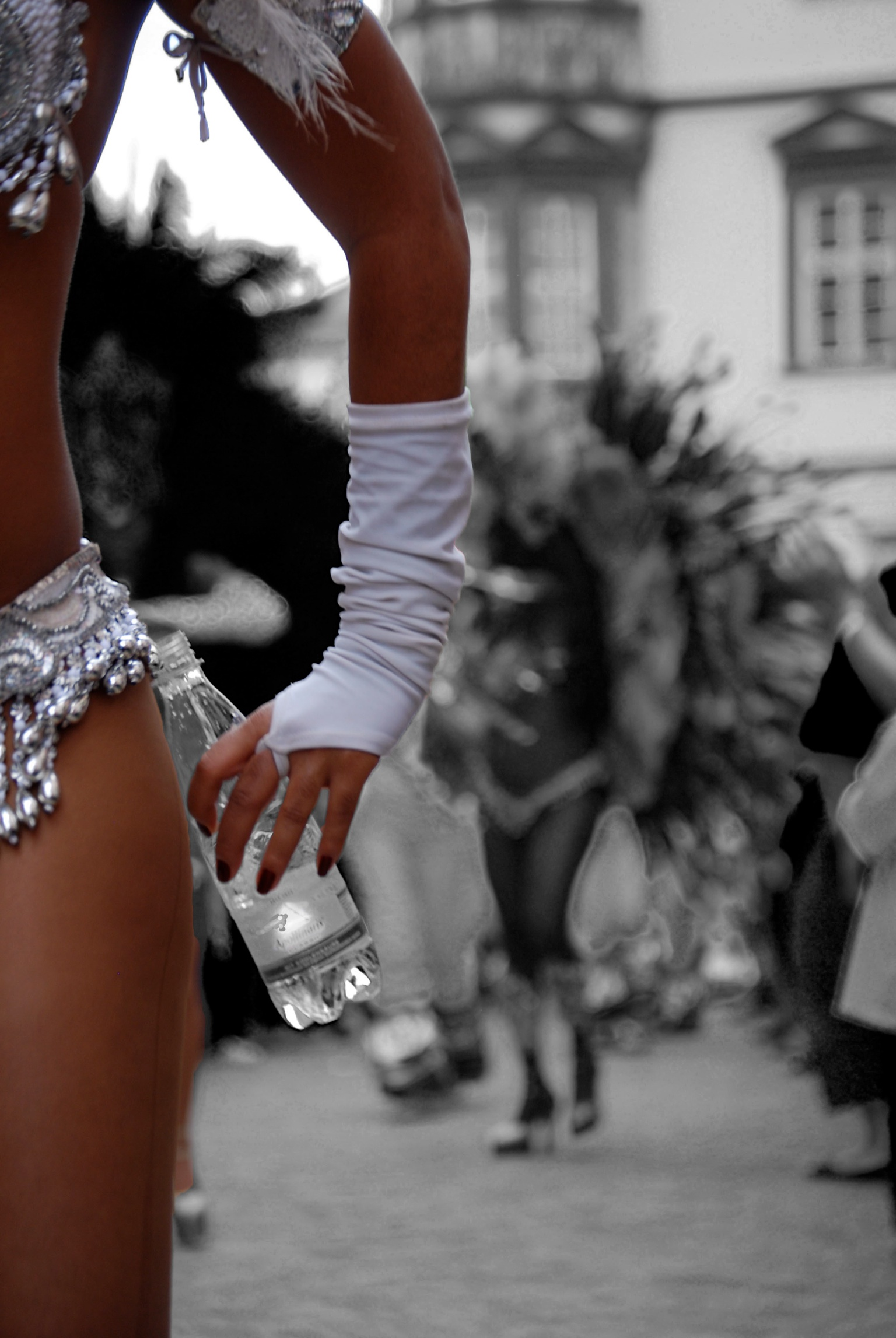
Samba Festival 2009

Das Festival findet jährlich am zweiten Wochenende im Juli statt. Freitagabends und ab Samstagmorgen treten auf rund zehn Bühnen gleichzeitig verschiedene Musikgruppen auf. Am Samstagabend verwandelt sich die Innenstadt in eine Party mit Sambarhythmen bis in die Nacht. Zahlreiche der anwesenden Sambagruppen treten nicht nur zu den dafür vorgesehenen Zeiten auf den offiziellen Bühnen auf, sondern bewegen sich musizierend durch die Straßen und Gassen der Altstadt, wo sie meist von vielen Zuhörern und Mittänzern umlagert werden. Neben den Freiluftauftritten gibt es auch Veranstaltungen und Partys z. B. in der Morizkirche, im Kongresshaus oder in der Angerturnhalle. Am Sonntag beginnt das Festival mit einem Open-Air-Samba-Gottesdienst und erreicht seinen Höhepunkt in dem großen Umzug, der durch die Stadt in Richtung Bühne am Schlossplatz zieht.
Zum Rahmenprogramm gehören verschiedene Workshops, Kinderprogramme, Schönheitswettbewerbe etc. In der Innenstadt sind zahlreiche Marktstände aufgebaut, an denen Essen, Getränke, Kleidung, Schmuck, und Ähnliches angeboten wird. 
Die Musiker werden in einem Bewerbungsverfahren durch die Veranstaltungsgesellschaft Sambaco-GmbH ausgewählt. Abgesehen von den Hauptacts bekommen die auftretenden Sambagruppen keine Gage oder Unkostenerstattung. Ihnen werden aber Zeltplätze und Räume in Schulen zur Übernachtung sowie Verpflegung in einem Versorgungszelt am Schloßplatz zur Verfügung gestellt.
Die Freiluftveranstaltungsorte für die Sambagruppen sind am Schlossplatz, Marktplatz, Albertsplatz, Prinzengarten, Hofgarten, Salzmarkt, Wein-Oertel und Mauer.

## Geschichte

Zuschauer vor der Hauptbühne Schlossplatz, 2005

Die Idee zur Veranstaltung eines Samba-Festivals in Coburg geht auf den Schauspieler und Musiker Michael Häfner zurück, der durch sein Engagement am Coburger Landestheater in die Stadt gelangte. Er hatte Südamerika bereist und eine Ausbildung an der International School of Percussion in München abgeschlossen und dabei Bekanntschaft mit dem brasilianischen Samba gemacht. In Coburg traf Häfner zunächst auf Skepsis. Dann fand Häfner für seine Idee Unterstützung bei Coburgs Oberbürgermeister Norbert Kastner und bei Frank Rebhan, dem Büroleiter Kastners. Finanzielle Unterstützung leistete bis 1997 die HUK-Coburg. So konnte vom 17. bis 19. Juli 1992 – überwiegend ehrenamtlich getragen – das erste Samba-Festival in Coburg stattfinden, zu dem sich außer 250 Künstlern aus 18 verschiedenen Sambaschulen auch unerwartete 30.000 Gäste in der Stadt einfanden. Alljährlich kommt die Königin des Samba aus Rio de Janeiro. Die Besucher werden nach Veranstalterangaben im Jahr 2024 mit rund 51.000 angegeben.

### Höhepunkte

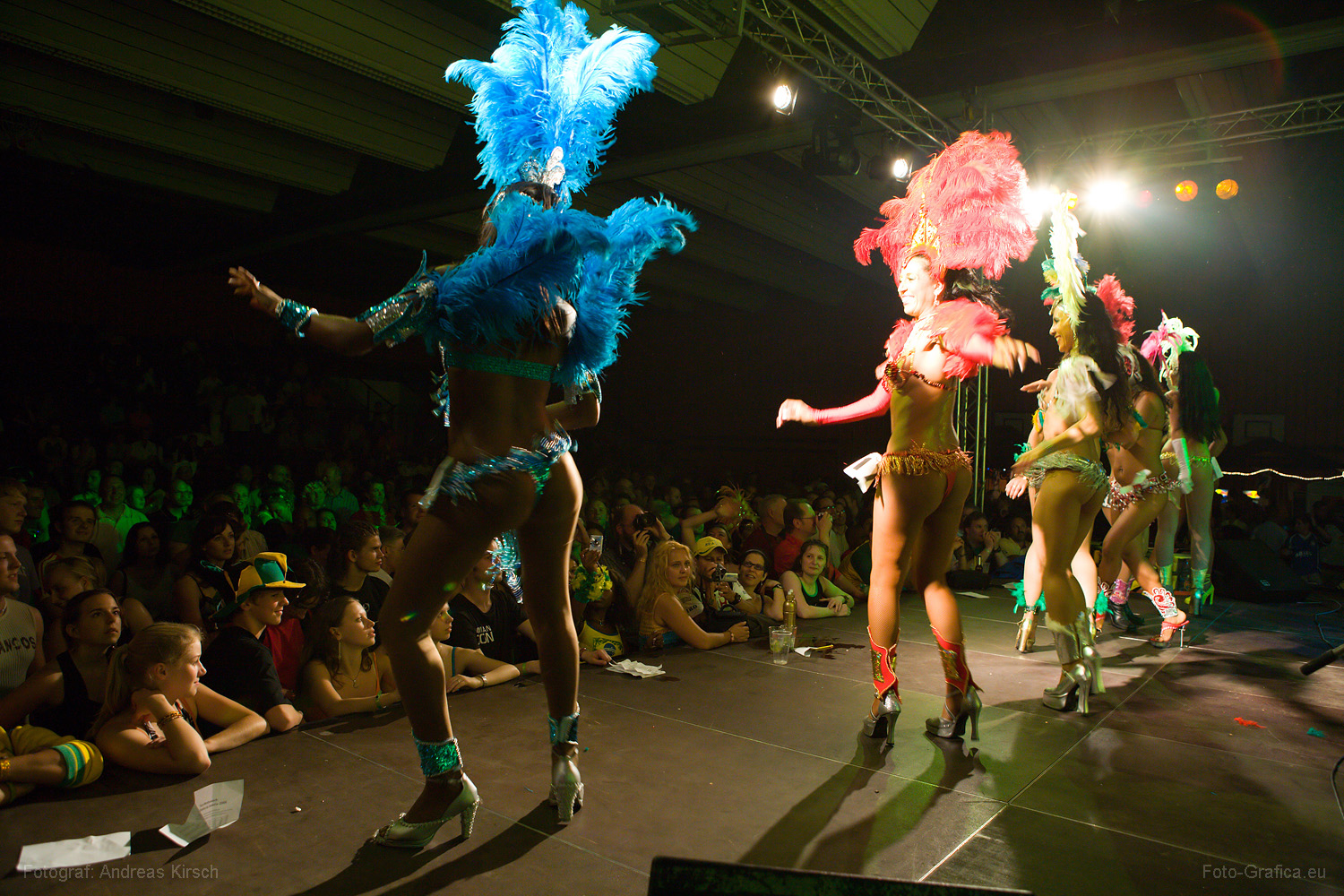
Tanzwettbewerb am Freitag

2006 kam es im Rahmen des Stadtjubiläums 950 Jahre Coburg zu einem Weltrekordversuch. „Die wohl größte Samba-Bateria der Welt“ mit 2858 Mitspielern kam am 8. Juli 2006 von 17:00 bis 18:00 Uhr auf dem Schlossplatz zusammen. Der Weltrekord wurde jedoch nie offiziell bestätigt, was an der Kommunikation zwischen dem Veranstalter und Guinness world records gelegen haben soll.
2007 wurde das Festival erstmals live vom Bayerischen Fernsehen übertragen. 
2008 eröffnete das Festival in der Sendung Abendschau live. Auch der Sambaumzug am Sonntagnachmittag wurde live im Fernsehen ausgestrahlt. Der 2006 noch misslungene Weltrekordversuch wurde erfolgreich nachgeholt. In der Innenstadt musizierte die offiziell größte Samba-Bateria der Welt, bestehend aus 2198 Sambistas.
2010 war der Stargast des Festivals Shayene Cesario, die seinerzeit amtierende Königin des Carnevals in Rio de Janeiro. Außerdem war eine Auswahl von 15 brasilianischen U21 Fußballspielern zu Gast, die auch ein Freundschaftsspiel gegen einen Coburger Fußballverein bestritten und in Originaltrikots der brasilianischen Nationalmannschaft aufliefen.
2011 geschah die Eröffnung erstmals durch das Philharmonische Orchester des Coburger Landestheaters. Im Wettbewerb Beleza Negra wurde die schönste farbige Frau des Sambafestivals gekürt. Als Stargäste waren Giovane Élber, Fernanda Brandão und Roberto Blanco beteiligt. Das Samba-Festival wurde vom Bayerischen Wirtschaftsministerium mit dem Exportpreis Bayern 2011 in der Kategorie Incoming Tourismus ausgezeichnet.
2012 war der Stargast Fernanda Brandão.
2013 war der Schirmherr des Festivals Bundesinnenminister Dr. Hans-Peter Friedrich.
2014 wurde das Festival in Rio de Janeiro durch den Förderverein Edison Carneiro mit dem Edison-Carneiro-Preis für die beste Samba-Veranstaltung außerhalb von Rio ausgezeichnet.
2015 trat die Sambareggae-Band Olodum aus Bahia auf, die schon mit Michael Jackson und Paul Simon gespielt hatte. Außerdem kamen Moderatorin Fernanda Brandão und Topmodel Sara Nuru nach Coburg. Schirmherr war 2015 der Bayerische Heimatminister Markus Söder.
Beim 25. Festival 2016 waren die VIP-Gäste der Fußballer Dante und die Tänzer Massimo Sinato und Jekaterina Leonowa von Let’s Dance. Aufgrund der Fußballeuropameisterschaft in Frankreich wurde am Sonntag das Finale als Public Viewing auf dem Schlossplatz übertragen. Zum Jubiläum des Festivals war die bayerische Wirtschaftsministerin Ilse Aigner die Schirmherrin.
2017 war Joachim Hermann, Staatsminister des Inneren, Schirmherr. Als offizieller Gast eröffnete Shirin David gemeinsam mit der amtierenden Samba-Königin und dem amtierenden Samba-König aus Rio de Janeiro das Festival.
2018 waren die Let’s Dance-Stars Motsi Mabuse, Oana Nechiti und Erich Klann zu Gast.
2019 waren Fernanda Brandão und Giovane Élber zu Gast sowie die kolumbianische Truppe Aainjaa.
2023 stand das Festival kurz vor der Pleite, es drohte die Insolvenzanmeldung.
2025 hat der Veranstalter die Ticketpreise deutlich erhöht. Im Vorverkauf werden für das 3-Tages Ticket 36,- Euro fällig.

## Trivia
- In den letzten Jahren wurde während des Festivals eine Beschwerde-Hotline eingerichtet, bei der sich Anwohner bei übermäßiger Belästigung melden können.[17]
- 2017 kosteten Eintrittsbändchen für das ganze Wochenende 26 Euro; Für die einzelnen Tage 19, 22 und 13 Euro (Fr, Sa, So). (Stand 2017; Abendkasse)[18]
- Über das ganze Wochenende fließen Mehreinnahmen von knapp 5 Millionen Euro unter anderem in Gastronomie und Hotellerie der Stadt.